# Julius Komárek
Julius Miloš Komárek (15. srpna 1892, Železná Ruda – 7. února 1955, Praha) byl český učitel, vědec, spisovatel.

## Život

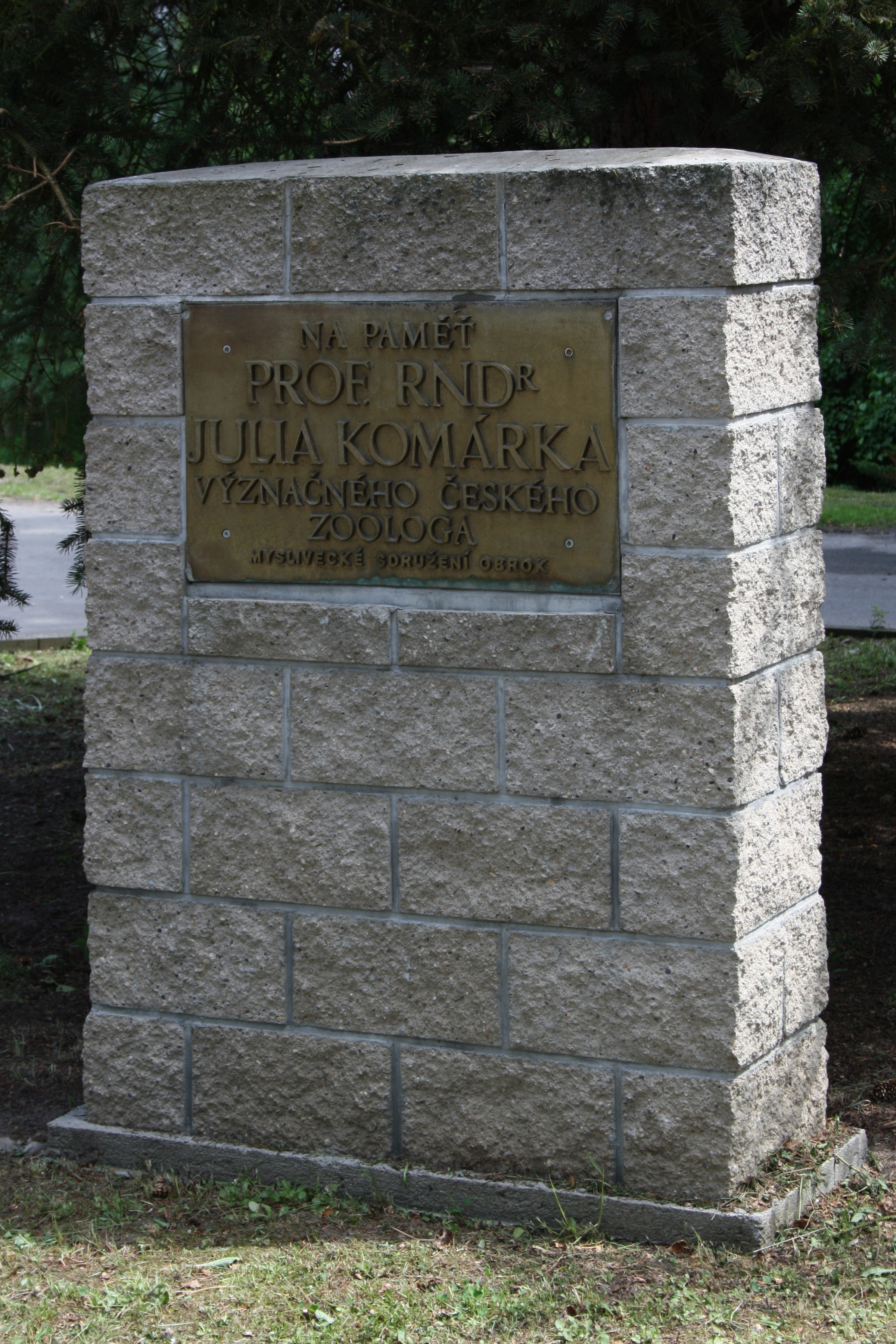
Pamětní deska v Obroku

Vystudoval gymnázium v Klatovech a odmaturoval zde roku 1911. Pokračoval ve studiích přírodních věd na filosofické fakultě Univerzity Karlovy v Praze, kde také promoval. V roce 1919 habilitoval a od roku 1932 byl řádným profesorem zoologie a přednostou II. zoologického ústavu Karlovy univerzity. Mimo to byl docentem na Vysoké škole zemědělské. Podnikl četné studijní cesty do zahraničí a zúčastnil se několika mezinárodních kongresů. Když byl 31. října 1921 zřízen v Praze Výzkumný ústav lesnický, byl jeho vedením pověřen profesor Komárek a vedl jej až do roku 1945. Důvodem pro založení ústavu byla kalamita přemnožení bekyně mnišky. Ze své funkce jako první v střední Evropě nařídil letecké práškování proti mnišce a sosnokazu (1926, 1932).
Své zkušenosti a znalosti podal v 200 svých odborných publikací a časopisech, které se týkaly lesnictví, lékařství, myslivosti, ochrany přírody a rybářství. Byl jedním z iniciátorů zřízení národních parků v Tatrách a na Šumavě. Později se stal členem korespondentem ČSAV.

## Odkaz
Byl také myslivec a jedna z honiteb u Obroku a Tuhaně poblíž Dubé na Českolipsku nese dodnes jeho jméno. Název Komárkova chata nese myslivecký objekt na Slovensku u Livova nedaleko Bardejova, kde měl Julius Komárek mezi válkami pronajatý lovecký revír. Další Komárkova chata, kde bydlel v době 2. světové války, stála mezi Karlštejnem a Srbskem v Českém krasu. Naposledy sloužila jako základna ochránců přírody a roku 1993 vyhořela.    

## Vědecká a populárně-naučná díla
- Morfologie und Fysiologie der Hoftscheiben (1915)
- Česká hydrologie, 1. díl (1918)
- O temnostních Tricladách z krasů balkánských (1919)
- Zoologická věda v ČSR za posledních 10 let (1929)
- Mníšková kalamita v letech 1917-1927  (1931)
- Tatranská zvířena (1931)
- Jak určím stáří srnce (1931), drobná práce
- Lovy v Karpatech (1942)[4]
- Prázdniny v pralesích
- Neznámá tvář Prahy (1941)
- Myslivost v českých zemích (1945)
- Milování v přírodě (1946), páření zvířat
- Česká zvířena (1948)